# Férolles
Férolles – miejscowość i gmina we Francji, w Regionie Centralnym, w departamencie Loiret.
Według danych na rok 1990 gminę zamieszkiwały 1063 osoby, a gęstość zaludnienia wynosiła 62 osoby/km² (wśród 1842 gmin Centre, Férolles plasuje się na 367. miejscu pod względem liczby ludności, natomiast pod względem powierzchni na miejscu 784.).